# Pseudognaphalium melanosphaerum
Pseudognaphalium melanosphaerum là một loài thực vật có hoa trong họ Cúc. Loài này được (A.Rich.) Hilliard miêu tả khoa học đầu tiên năm 1981.